# Julien Faubert
Julien Faubert (* 1. August 1983 in Le Havre) ist ein ehemaliger französischer Fußballspieler, der international für Martinique spielte.

## Karriere

### Verein
Fauberts Profikarriere begann 2002 beim AS Cannes. Nach zwei Spielzeiten und 45 Spielen (2 Tore) wechselte er zur Saison 2004/05 zu Girondins Bordeaux. Bereits in der ersten Saison bei den Hafenstädtern entwickelte er sich zur festen Stütze und wurde zum Stammspieler bei den „Dunkelblauen“. Zur Saison 2007/08 wechselte er für 9,15 Millionen € zu West Ham United. In einem Vorbereitungsspiel für die Liga gegen den tschechischen Vertreter SK Sigma Olmütz wurde Faubert an der Achillesferse verletzt. Dies zog eine sechsmonatige Pause nach sich. Im Januar 2008 gab er für die Reservemannschaft von West Ham sein Comeback. Noch im gleichen Monat, am 12. Januar 2008, konnte er sein Debüt in der Premier League feiern, als er kurz vor Schluss gegen den FC Fulham eingesetzt wurde. Neben sieben Einsätzen in der Liga, kam ein weiterer im FA Cup dazu. Insgesamt bestritt er somit acht Spiele in seiner ersten Saison für die Hammers. Viele Verletzungen prägten sein erstes Jahr in England und er konnte nicht an frühere Leistungen anknüpfen. Im Januar 2009 wurde er bis Ende Juni an Real Madrid ausgeliehen, die Kaufoption wurde aber nicht gezogen.
Für die Saison 2012/13 einigte er sich mit dem türkischen Erstligisten Elazığspor. Bereits zur Winterpause der Saison 2012/13 verließ er diesen Verein und wechselte zu Girondins Bordeaux.
Im Februar 2016 unterschrieb Faubert einen Vertrag beim schottischen Erstligisten FC Kilmarnock. Danach folgten noch Stationen in Finnland (Inter Turku, 2017), Indonesien (Borneo FC, 2018) und wieder im heimischen Frankreich (Étoile Fréjus-Saint-Raphaël, 2019–2020).

### Nationalmannschaft
Faubert durchlief einige Jugendmannschaften Frankreichs, ehe er am 16. August 2006 in den Kader des A-Nationalteams Frankreichs sein Debüt feierte. Damaliger Gegner war die Auswahl Bosnien-Herzegowinas. Noch im selben Spiel konnte er den 2:1-Siegtreffer erzielen. Bisher wurde er nicht mehr für die Nationalmannschaft berücksichtigt. (Stand: Mai 2007) Ab 2014 spielte Faubert für Martinique. Im Oktober 2014 debütierte er in der Gold-Cup-Qualifikation.

## Erfolge

### Verein
- Französischer Vize-Meister mit Girondins Bordeaux: 2006
- Französischer Ligapokalsieger mit Girondins Bordeaux: 2007